# Hinacourt
Hinacourt – miejscowość i gmina we Francji, w regionie Hauts-de-France, w departamencie Aisne.
Według danych na styczeń 2014 roku gminę zamieszkiwały 33 osoby, a gęstość zaludnienia wynosiła 10,7 osób/km².